# Ракаиа (ущелье)
Ракаиа (англ. Rakaia Gorge) — ущелье одноимённой реки, протекающей в регионе Кентербери на Южном острове Новой Зеландии.

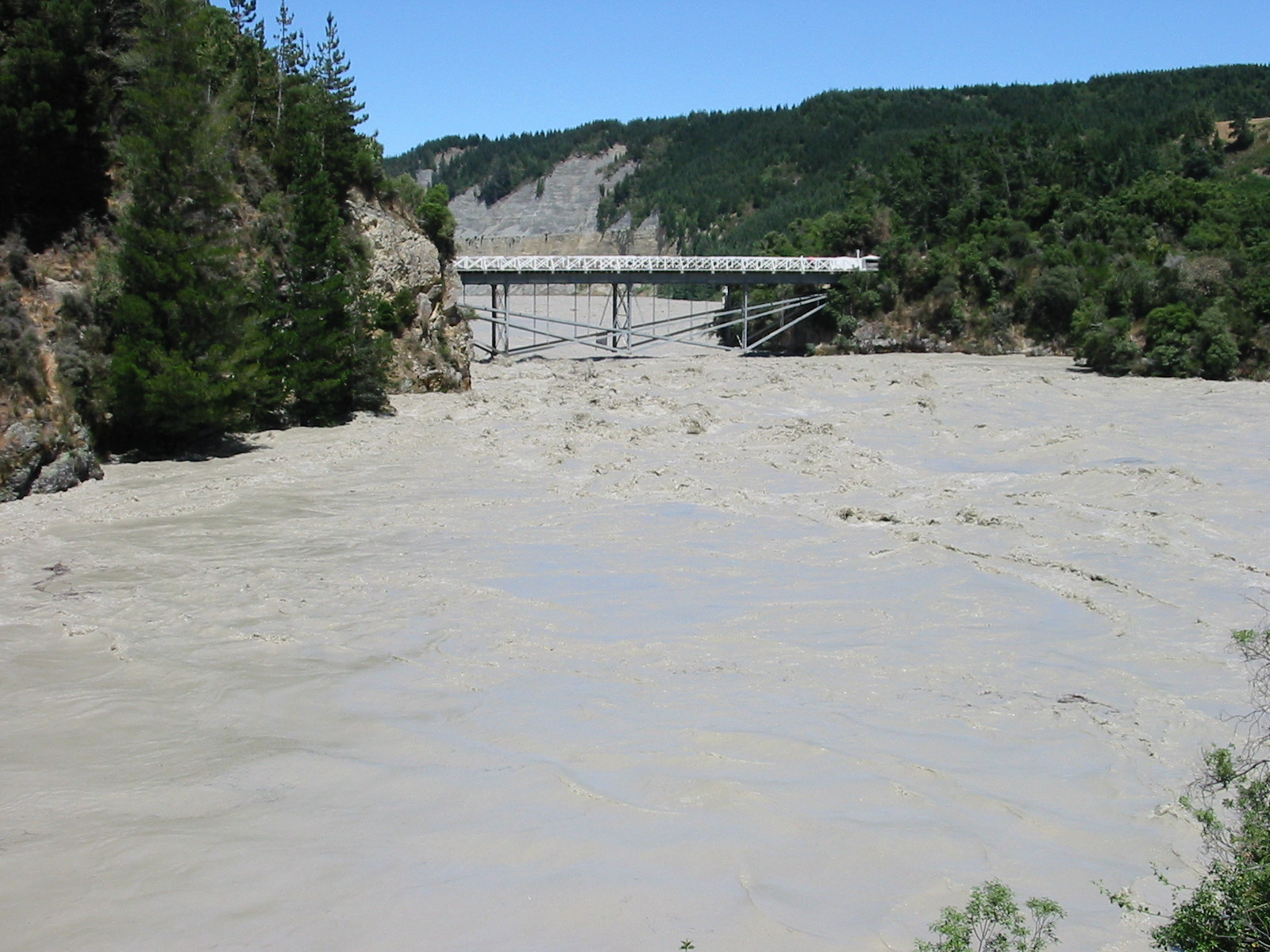
Половодье в ущелье Ракаиа

Как и протекающая неподалёку река Уаимакарири, Ракаиа имеет широкое галечное ложе на большом протяжении, однако по мере приближения к Кентерберийской равнине ложе реки сужается и превращается в узкий каньон.
В 1870-х годах поступали предложения по продлению железнодорожной ветки Уайтклиффс через ущелье Ракаиа, но, несмотря на то, что в 1880 году Королевская комиссия по новозеландским железным дорогам была на стороне этого предложения, оно не было реализовано.
Мост через ущелье Ракаиа был построен между 1880 и 1882 годами и стал альтернативой более часто используемому мосту через реку Ракаиа к северу от города Ракаиа. Мост через ущелье Ракайя представляет собой кованый железный однопролетный мост длиной 55 метров с одной полосой движения для автомобилей. Мост имеет важное значение для местной дорожной сети, поскольку он облегчает доступ к близлежащим фермам и городам, а также к горнолыжному полю Маунт-Хатт. Его настильная ферма имеет уникальную конструкцию по сравнению с другими новозеландскими мостами, а в проектировании и строительстве этого моста принимали участие несколько известных в стране инженеров Департамента общественных работ (PWD) конца XIX века. По мосту проходит государственное шоссе 77 и туристический маршрут Inland Scenic Route. Кроме того, этот мост соединил Глентаннел и Метвен.
По краю ущелья проложена туристическая пешеходная тропа, протяжённостью 10,4 км, позволяющая осмотреть несколько геологических и исторических достопримечательностей ущелья. Пешеходная дорожка проходит через несколько лесных и кустарниковых участков, затем поднимается по заросшей вереском тропинке паромщика. Пешеходная дорожка проходит по краю ущелья через впечатляющие геологические зоны, где видны потоки лавы из риолита, питстоуна и андезита, затем она спускается в ущелье под пологом горного леса и кустарника к месту расположения угольных шахт Сноудона. Здесь можно увидеть входы в несколько шахтных туннелей и остатки оборудования, использовавшегося для добычи угля. Затем дорожка поднимается от ручья к перекрестку с указателями. От этой точки пешеходная дорожка образует петлю, причем правая дорожка поднимается по покрытым кочкарником террасам прямо к смотровой площадке. Затем тропа проходит через кустарник и возвращается к перекрестку. Боковая тропа, отходящая от петли, спускается к реке (лодочный причал 121 м).